# 大久保亮
大久保 亮（Ryo Ohkubo おおくぼ りょう、1987年 - ）は、愛知県在住の日本人声楽家、オーケストラ指揮者。

## プロフィール
1987年愛知県幸田町生まれ。愛知県立岡崎北高等学校卒業。愛知県立芸術大学音楽学部声楽専攻卒業。定期演奏会、卒業演奏会に優秀者選抜出演。同大学大学院音楽研究科声楽領域博士前期課程首席修了。これまでに声楽を二宮咲子、近藤惠子、松下雅人（元名古屋音楽大学教授）、二神二朗（愛知県立芸術大学名誉教授）、畑儀文の各氏に師事。関西、東海、関東を中心に活躍するテノール歌手である。近年では、合唱やオーケストラの指揮者としての活動も行っている。

## レパートリー
ドイツ音楽を最も得意としているが、イタリア音楽やフランス音楽もそのレパートリーに含まれている。さまざまな曲を歌いこなす歌唱力を持っており、特に宗教曲では多くの著名な指揮者や専門家から高い評価を得ている。近年では歌曲にも力を入れており、精力的にリサイタル活動を行っている。おおまかなレパートリーは以下の通り。
ヘンデル「メサイア」
バッハ「マタイ受難曲」「ヨハネ受難曲」「マニフィカト」「復活祭オラトリオ」「ミサ曲 ロ短調」
ハイドン「天地創造」
モーツァルト「レクイエム」「フィガロの結婚」
ベートーヴェン「ミサ曲 ハ長調」「交響曲第9番」「遥かなる恋人に寄す」「フィデリオ」
シューベルト「美しき水車小屋の娘」「白鳥の歌」「冬の旅」
ドニゼッティ「愛の妙薬」
シューマン「詩人の恋」
ヨハン・シュトラウス2世「こうもり」
ビゼー「カルメン」
フンパーディンク「ヘンゼルとグレーテル」
ラヴェル「子供と魔法」
カール・オルフ「カルミナ・ブラーナ」
他多数。

## エピソード
- バッハのミサ曲、受難曲では世界的音楽家である小林道夫の指導を受け、同氏が指揮するマタイ、ヨハネ両受難曲でエヴァンゲリスト、松本バッハ祝祭アンサンブル演奏会［ミサ曲ロ短調］でテノールソロを歌っている。
- 定期的にソロリサイタルを開催し好評を博している。
- 合唱指導者としても幅広く活動している。
- チェロ奏者としてオーケストラで演奏することもある。
- ヴァイオリニスト福本泰之（愛知県立芸術大学教授）が立ち上げたオーケストラの指揮者として、本格的に活動を開始した。

## リサイタル
- 2015年3月6日(金)19:00　於：メニコンANNEX HITOMIホール（Piano：稲神佐和子）　　曲目：　ベートーヴェン：歌曲集「遥かなる恋人に寄す」Op.98　シューベルト：歌曲集「白鳥の歌」D957/965a　（アンコール）シューベルト：歌曲集「美しい水車小屋の娘」D795から第６曲＜知りたがる男＞

- 2016年3月13日(日)14:00開演　於：メニコンANNEX HITOMIホール（Pf：安藤千紗都）　　曲目：　シューベルト：歌曲集「美しい水車小屋の娘」D795

- 2017年8月8日(火)19:00　於：メニコンANNEX HITOMIホール（Pf：安藤千紗都）　　曲目：　シューベルト：歌曲集「冬の旅」

## アワード
- 東京国際声楽コンクール神戸新聞社賞受賞